# Streptognathodus
Genre
Streptognathodus est un genre éteint de conodontes de la famille des Polygnathidae (ordre des Ozarkodinida).

## Systématique
Le genre Streptognathodus a été créé en 1932 par les paléontologues américains Clinton Raymond Stauffer (d) (1875–1960) et Helen Jean Plummer (d) (1891-1951).

## Liste d'espèces
Selon Paleobiology Database (12 août 2022) :
- † Streptognathodus acuminatus Gunnell, 1933
- † Streptognathodus chanutensis Gunnell, 1933
- † Streptognathodus clarki Gunnell, 1933
- † Streptognathodus clavatulus Gunnell, 1933
- † Streptognathodus corrugatus Gunnell, 1933
- † Streptognathodus curvatus Gunnell, 1933
- † Streptognathodus elongatus Gunnell, 1933
- † Streptognathodus farmeri Gunnell, 1933
- † Streptognathodus flangulatus Gunnell, 1933
- † Streptognathodus holmesi Gunnell, 1933
- † Streptognathodus minutus Gunnell, 1933
- † Streptognathodus multinodosus Gunnell, 1933
- † Streptognathodus rugosus Gunnell, 1933
- † Streptognathodus ruidus Gunnell, 1933
- † Streptognathodus simplex Gunnell, 1933
- † Streptognathodus spatulatus Gunnell, 1933
- † Streptognathodus strigillatus Gunnell, 1933
- † Streptognathodus subdivisus Gunnell, 1933
- † Streptognathodus sulcatus Gunnell, 1933
- † Streptognathodus sulciferus Gunnell, 1933
- † Streptognathodus wabaunsensis Gunnell, 1933
- † Streptognathodus walteri Gunnell, 1933

## Stratigraphie
Le Moscovien, le second étage du Pennsylvanien (Carbonifère supérieur), peut être divisé biostratigraphiquement en cinq biozones à conodontes :
- la zone de Neognathodus roundyi et de Streptognathodus cancellosus ;
- la zone de Neognathodus medexultimus et de Streptognathodus concinnus ;
- la zone de Streptognathodus dissectus ;
- la zone de Neognathodus uralicus ;
- la zone de Declinognathodus donetzianus.

Le sommet du Kasimovien, le troisième étage du Pennsylvanien, est proche de la première apparition du conodonte Streptognathodus zethus. Il est sub-divisé en trois biozones à conodontes :
- la zone de Idiognathodus toretzianus ;
- la zone de Idiognathodus sagittatus ;
- la zone de Streptognathodus excelsus et de Streptognathodus makhlinae.

La base du Gzhélien, l'étage le plus récent du Pennsylvanien, est placée à la première apparition de Streptognathodus zethus. Le sommet de l'étage (qui est aussi la base du système du Permien) est placé à la première apparition de Streptognathodus isolatus au sein de la chronocline de Streptognathus "wabaunsensis". L'étage du Gzhélien est sub-divisé en cinq biozones, basées sur le genre de conodonte Streptognathodus :
- la zone de Streptognathodus wabaunsensis et de Streptognathodus bellus ;
- la zone de Streptognathodus simplex ;
- la zone de Streptognathodus virgilicus ;
- la zone de Streptognathodus vitali ;
- la zone de Streptognathodus simulator.

Le début de l'étage de l'Assélien, le premier du Permien, est défini comme le moment de l'apparition stratigraphique de fossiles de l'espèce de conodontes Streptognathodus isolatus. 
La fin de l'Assélien (et le début du Sakmarien) est défini comme le moment de l'apparition stratigraphique de fossiles de l'espèce de conodontes Streptognathodus postfusus.
L'Assilien contient cinq biozones de conodontes :
- zone de Streptognathodus barskovi ;
- zone de Streptognathodus postfusus ;
- zone de Streptognathodus fusus ;
- zone de Streptognathodus constrictus ;
- zone de Streptognathodus isolatus.

## Publication originale
- (en) Stauffer C.R. & Plummer H.J., 1932. « Texas Pennsylvanian conodonts and their stratigraphic relations ». University of Texas Bulletin.